# پایداری خطی
در ریاضیات، در نظریه معادلات دیفرانسیل و سیستم‌های دینامیکی، یک جواب مانا یا شبه‌مانا عمومی برای یک سیستم غیرخطی را خطی ناپایدار می‌نامند اگر خطی‌سازی معادله در این جواب شکل {\displaystyle {\frac {dr}{dt}}=Ar} را داشته باشد، که A یک عملگر خطی است که طیف آن دارای مقادیر ویژه با قسمت حقیقی مثبت است. اگر تمام مقادیر ویژه آن دارای قسمت حقیقی منفی باشند، آن‌گاه جواب خطی پایدار نامیده می‌شود. نام‌های دیگر پایداری خطی شامل پایداری نمایی یا پایداری از لحاظ تقریب اول است. اگر یک مقدار ویژه با قسمت حقیقی صفر وجود داشته باشد، سؤال مربوط به پایداری را نمی‌توان بر اساس اولین تقریب حل کرد و ما به اصطلاح «مسئله مرکز و تمرکز» نزدیک می‌شویم.